# Kitagišima
Kitagišima (jap. 北 木 島) je japonský ostrov ležící ve Vnitřním moři mezi ostrovy Honšú a Šikoku. Ostrov leží jižně od města Kasaoka, v prefektuře Okajama.
Je jedním ze šesti obydlených a současně i největším z ostrovů Kasaoka. Od Kasaoky je vzdálen 15 km.